# Großer Preis von Großbritannien 1952
Der Große Preis von Großbritannien 1952 (offiziell 5th RAC British Grand Prix) fand am 19. Juli auf dem Silverstone Circuit in Silverstone statt und war das fünfte Rennen der Automobil-Weltmeisterschaft 1952.

## Bericht

### Hintergrund
Nach dem Großen Preis von Frankreich führte Alberto Ascari in der Fahrerwertung mit fünf Punkten vor Piero Taruffi und mit sechs Punkten vor Giuseppe Farina.
Die enorme Zahl von 32 Nennungen traf für den Grand Prix auf der baulich leicht geänderten Strecke von Silverstone ein. Neben den Werksteams von Ferrari und Gordini trat hier erstmals Connaught mit vier Wagen für Ken Downing, Dennis Poore, Eric Thompson und Kenneth McAlpine bei einem Weltmeisterschaftslauf an. Doch weder das Team noch einer der Fahrer etablierte sich in den nächsten Jahren in der Fahrerweltmeisterschaft. Im Ferrari-Werksteam stand den Stammpiloten Ascari, Farina und Taruffi je ein 500 mit 2,0-l-Motor zur Verfügung, das Privatteam Ecurie Espadon meldete einen 500 für Rudolf Fischer und einen weiteren 212 mit 1,5-l-V12-Motor für seinen Schweizer Landsmann Peter Hirt. Weitere private Ferrari-Nennungen gaben Peter Whitehead und Roy Salvadori ab. Letzterer gab hier sein Debüt in einem Weltmeisterschaftslauf. Bei Gordini ersetzte Maurice Trintignant den eine Woche zuvor verletzten Jean Behra. Neben Connaught starteten mit 4 HWM, 5 Cooper und je einem Alta, ERA, Frazer-Nash und Aston sechs weitere britische Marken. Das Maserati-Werksteam war nicht erschienen.
Mit Farina und Emmanuel de Graffenried (jeweils einmal) traten zwei ehemalige Sieger zu diesem Grand Prix an.

### Training und Qualifying
Trotz der großen Anzahl von englischen Fahrzeugen hatte keines von ihnen gegen die erneut dominanten Ferraris eine echte Chance. Farina und Ascari fuhren mit jeweils 1:50 Minuten die schnellsten Zeiten, gefolgt von Taruffi, der drei Sekunden langsamer war. Robert Manzon im Gordini vervollständigte die erste Startreihe. Die Connaught lagen mit den Cooper in etwa gleichauf und teilten sich die zweite Reihe.

### Rennen
Den Start gewann Ascari vor Farina und dem exzellent gestarteten Poore im Connaught. Taruffi verlor zum dritten Mal in Folge am Start deutlich an Positionen und musste sich erst wieder nach vorne kämpfen. In der 14. Runde konnte er sich auf die dritte Position vorarbeiten. Von da an schien das Rennen einen ähnlich eintönigen Verlauf zu nehmen wie in Frankreich. Doch in der 26. Runde bog Farina in die Box ab, um seine Zündkerzen zu wechseln. Dadurch fiel er auf die siebte Position zurück. Der Kerzenwechsel brachte jedoch keine entscheidende Verbesserung und so konnte er sich im weiteren Verlauf des Rennens nur noch um einen Platz verbessern.
Ascari gewann seinen dritten Grand Prix in Folge, den zweiten, bei dem er das gesamte Feld überrundete. Hinter den Ferrari behaupteten sich die Connaught in ihrem ersten Rennen erstaunlich gut. Der bestplatzierte war Poore, der zeitweilig auf dem dritten Platz lag, sich aber in der 49. Runde Mike Hawthorn im Cooper geschlagen geben musste. Von den 32 gestarteten Fahrzeugen waren am Ende noch 22 dabei. Für die damalige Zeit bedeutete das eine sehr hohe Zuverlässigkeit der Rennwagen.
In der Fahrerwertung blieben die ersten drei Positionen unverändert.

## Meldeliste
| Team                       | Nr. | Fahrer                  | Chassis              | Motor              | Reifen |
| -------------------------- | --- | ----------------------- | -------------------- | ------------------ | ------ |
| Peter Whitehead            | 01  | Graham Whitehead        | Alta F2              | Alta 1.5           | D      |
| Peter Whitehead            | 21  | Peter Whitehead         | Ferrari 125          | Ferrari            | D      |
| Aston                      | 02  | William Aston           | Aston NB             | Butterworth 2.0 L4 | D      |
| Connaught                  | 03  | Kenneth McAlpine        | Connaught A          | Francis 2.0 L4     | D      |
| Connaught                  | 04  | Ken Downing             | Connaught A          | Francis 2.0 L4     | D      |
| Connaught                  | 05  | Eric Thompson           | Connaught A          | Francis 2.0 L4     | D      |
| Connaught                  | 06  | Dennis Poore            | Connaught A          | Francis 2.0 L4     | D      |
| Ecurie Ecosse              | 07  | David Murray            | Cooper T20           | Bristol 2.0 L6     | D      |
| A H M Bryde                | 08  | Reg Parnell             | Cooper T20           | Bristol 2.0 L6     | D      |
| L D Hawthorn               | 09  | Mike Hawthorn           | Cooper T20           | Bristol 2.0 L6     | D      |
| Ecurie Richmond            | 10  | Eric Brandon            | Cooper T20           | Bristol 2.0 L6     | D      |
| Ecurie Richmond            | 11  | Alan Brown              | Cooper T20           | Bristol 2.0 L6     | D      |
| English Racing Automobiles | 12  | Stirling Moss           | ERA G-Type           | Bristol 2.0 L6     | D      |
| Caprara                    | 14  | Roy Salvadori           | Ferrari 500          | Ferrari 2.0 L4     | D      |
| Ferrari                    | 15  | Alberto Ascari          | Ferrari 500          | Ferrari 2.0 L4     | P      |
| Ferrari                    | 16  | Giuseppe Farina         | Ferrari 500          | Ferrari 2.0 L4     | P      |
| Ferrari                    | 17  | Piero Taruffi           | Ferrari 500          | Ferrari 2.0 L4     | P      |
| Ecurie Espadon             | 19  | Rudolf Fischer          | Ferrari 500          | Ferrari 2.0 L4     | P      |
| Ecurie Espadon             | 20  | Peter Hirt              | Ferrari 212          | Ferrari Tipo 166   | P      |
| Anthony Crook              | 23  | Tony Crook              | Frazer-Nash 421      | BMW 2.0 L6         | D      |
| Gordini                    | 24  | Robert Manzon           | Gordini T16 (1952)   | Gordini 2.0 L6     | E      |
| Gordini                    | 25  | Maurice Trintignant     | Gordini T16 (1952)   | Gordini 2.0 L6     | E      |
| Gordini                    | 26  | Prinz Bira              | Gordini T16 (1952)   | Gordini 2.0 L6     | E      |
| Ecurie Belge               | 27  | Johnny Claes            | Simca-Gordini T15 GC | Gordini            | E      |
| F.A.O. Gaze                | 28  | Tony Gaze               | HWM 52               | Alta 1.5           | D      |
| HWM                        | 29  | Peter Collins           | HWM 52               | Alta 1.5           | D      |
| HWM                        | 30  | Duncan Hamilton         | HWM 52               | Alta 1.5           | D      |
| HWM                        | 31  | Lance Macklin           | HWM 52               | Alta 1.5           | D      |
| Enrico Platé               | 32  | Emmanuel de Graffenried | Maserati 4CLT        | Plate 2.0 L4       | P      |
| Enrico Platé               | 33  | Harry Schell            | Maserati 4CLT        | Plate 2.0 L4       | P      |
| Escuderia Bandeirantes     | 34  | Gino Bianco             | Maserati A6GCM       | Maserati           | P      |
| Escuderia Bandeirantes     | 35  | Eitel Cantoni           | Maserati A6GCM       | Maserati           | P      |

## Klassifikation

### Qualifikation
| Pos. | Fahrer                  | Konstrukteur  | Zeit       | Start |
| ---- | ----------------------- | ------------- | ---------- | ----- |
| 01   | Giuseppe Farina         | Ferrari       | 1:50,0     | 01    |
| 02   | Alberto Ascari          | Ferrari       | 1:50,0     | 02    |
| 03   | Piero Taruffi           | Ferrari       | 1:53,0     | 03    |
| 04   | Robert Manzon           | Gordini       | 1:55,0     | 04    |
| 05   | Ken Downing             | Connaught     | 1:56,0     | 05    |
| 06   | Reg Parnell             | Cooper        | 1:56,0     | 06    |
| 07   | Mike Hawthorn           | Cooper        | 1:56,0     | 07    |
| 08   | Dennis Poore            | Connaught     | 1:56,0     | 08    |
| 09   | Eric Thompson           | Connaught     | 1:57,0     | 9     |
| 10   | Prinz Bira              | Gordini       | 1:57,0     | 10    |
| 11   | Duncan Hamilton         | H.W.M.        | 1:57,0     | 11    |
| 12   | Graham Whitehead        | Alta          | 1:58,0     | 12    |
| 13   | Alan Brown              | Cooper        | 1:58,0     | 13    |
| 14   | Peter Collins           | H.W.M.        | 1:58,0     | 14    |
| 15   | Rudolf Fischer          | Ferrari       | 1:58,0     | 15    |
| 16   | Stirling Moss           | E.R.A.        | 1:59,0     | 16    |
| 17   | Kenneth McAlpine        | Connaught     | 2:00,0     | 17    |
| 18   | Eric Brandon            | Cooper        | 2:00,0     | 18    |
| 19   | Roy Salvadori           | Ferrari       | 2:00,0     | 19    |
| 20   | Peter Whitehead         | Ferrari       | 2:00,0     | 20    |
| 21   | Maurice Trintignant     | Gordini       | 2:00,0     | 21    |
| 22   | David Murray            | Cooper        | 2:02,0     | 22    |
| 23   | Johnny Claes            | Simca-Gordini | 2:02,0     | 23    |
| 24   | Peter Hirt              | Ferrari       | 2:03,0     | 24    |
| 25   | Anthony Crook           | Frazer Nash   | 2:03,0     | 25    |
| 26   | Tony Gaze               | H.W.M.        | 2:05,0     | 26    |
| 27   | Eitel Cantoni           | Maserati      | 2:06,0     | 27    |
| 28   | Gino Bianco             | Maserati      | 2:07,0     | 28    |
| 29   | Lance Macklin           | H.W.M.        | 2:08,0     | 29    |
| 30   | William Aston           | Aston         | 3:28,0     | 30    |
| 31   | Emmanuel de Graffenried | Maserati      | keine Zeit | 31    |
| 32   | Harry Schell            | Maserati      | keine Zeit | 32    |

### Rennen
| Pos. | Fahrer                  | Konstrukteur  | Runden | Zeit        | Startplatz | Schnellste Runde |
| ---- | ----------------------- | ------------- | ------ | ----------- | ---------- | ---------------- |
| 01   | Alberto Ascari          | Ferrari       | 85     | 2:44:11,0   | 02         | 1:52,0 (09.)     |
| 02   | Piero Taruffi           | Ferrari       | 84     | + 1 Runde   | 03         |                  |
| 03   | Mike Hawthorn           | Cooper        | 83     | + 2 Runden  | 07         |                  |
| 04   | Dennis Poore            | Connaught     | 83     | + 2 Runden  | 08         |                  |
| 05   | Eric Thompson           | Connaught     | 82     | + 3 Runden  | 09         |                  |
| 06   | Giuseppe Farina         | Ferrari       | 82     | + 3 Runden  | 01         |                  |
| 07   | Reg Parnell             | Cooper        | 82     | + 3 Runden  | 06         |                  |
| 08   | Roy Salvadori           | Ferrari       | 82     | + 3 Runden  | 19         |                  |
| 09   | Ken Downing             | Connaught     | 82     | + 3 Runden  | 05         |                  |
| 10   | Peter Whitehead         | Ferrari       | 81     | + 4 Runden  | 20         |                  |
| 11   | Prinz Bira              | Gordini       | 81     | + 4 Runden  | 10         |                  |
| 12   | Graham Whitehead        | Alta          | 80     | + 5 Runden  | 12         |                  |
| 13   | Rudolf Fischer          | Ferrari       | 80     | + 5 Runden  | 15         |                  |
| 14   | Johnny Claes            | Simca-Gordini | 79     | + 6 Runden  | 23         |                  |
| 15   | Lance Macklin           | H.W.M.        | 79     | + 6 Runden  | 29         |                  |
| 16   | Kenneth McAlpine        | Connaught     | 79     | + 6 Runden  | 17         |                  |
| 17   | Harry Schell            | Maserati      | 78     | + 7 Runden  | 32         |                  |
| 18   | Gino Bianco             | Maserati      | 77     | + 8 Runden  | 28         |                  |
| 19   | Emmanuel de Graffenried | Maserati      | 76     | + 9 Runden  | 31         |                  |
| 20   | Eric Brandon            | Cooper        | 76     | + 9 Runden  | 18         |                  |
| 21   | Anthony Crook           | Frazer Nash   | 75     | + 10 Runden | 25         |                  |
| 22   | Alan Brown              | Cooper        | 69     | + 16 Runden | 13         |                  |
| –    | Peter Collins           | H.W.M.        | 72     | DNF         | 14         |                  |
| –    | Duncan Hamilton         | H.W.M.        | 43     | DNF         | 11         |                  |
| –    | Stirling Moss           | E.R.A.        | 36     | DNF         | 16         |                  |
| –    | Maurice Trintignant     | Gordini       | 21     | DNF         | 21         |                  |
| –    | Tony Gaze               | H.W.M.        | 19     | DNF         | 26         |                  |
| –    | David Murray            | Cooper        | 14     | DNF         | 22         |                  |
| –    | Robert Manzon           | Gordini       | 9      | DNF         | 04         |                  |
| –    | Peter Hirt              | Ferrari       | 3      | DNF         | 24         |                  |
| –    | Eitel Cantoni           | Maserati      | 0      | DNF         | 27         |                  |
| DNS  | William Aston           | Aston         | –      | –           | 30         | –                |

## WM-Stand nach dem Rennen
Die ersten fünf bekamen 8, 6, 4, 3 bzw. 2 Punkte; einen Punkt gab es für die schnellste Runde. Es zählten nur die vier besten Ergebnisse aus acht Rennen.

### Fahrerwertung
| Pos. | Fahrer                  | Konstrukteur  | Punkte |
| ---- | ----------------------- | ------------- | ------ |
| 01   | Alberto Ascari          | Ferrari       | 27     |
| 02   | Piero Taruffi           | Ferrari       | 19     |
| 03   | Giuseppe Farina         | Ferrari       | 12     |
| 04   | Troy Ruttman            | Kuzma         | 8      |
| 05   | Mike Hawthorn           | Cooper        | 7      |
| 06   | Robert Manzon           | Gordini       | 7      |
| 07   | Rudolf Fischer          | Ferrari       | 6      |
| 08   | Richard Rathmann        | Kurtis Kraft  | 6      |
| 09   | Jean Behra              | Gordini       | 5      |
| 10   | Sam Hanks               | Kurtis Kraft  | 4      |
| 11   | Ken Wharton             | Frazer Nash   | 3      |
| 12   | Dennis Poore            | Connaught     | 3      |
| 13   | Duane Carter            | Lesovsky      | 3      |
| 14   | Alan Brown              | Cooper        | 2      |
| 15   | Paul Frère              | H.W.M.        | 2      |
| 16   | Eric Thompson           | Connaught     | 2      |
| 17   | Art Cross               | Kurtis Kraft  | 2      |
| 18   | Maurice Trintignant     | Simca-Gordini | 2      |
| 19   | Bill Vukovich           | Kurtis Kraft  | 1      |
| 20   | Charles de Tornaco      | Ferrari       | 0      |
| 21   | Peter Collins           | H.W.M.        | 0      |
| 22   | Emmanuel de Graffenried | Maserati      | 0      |
| 23   | Reg Parnell             | Cooper        | 0      |
| 24   | Johnny Claes            | Simca-Gordini | 0      |
| 25   | Peter Hirt              | Ferrari       | 0      |
| 26   | Philippe Étancelin      | Maserati      | 0      |
| 27   | Eric Brandon            | Cooper        | 0      |
| 28   | Roy Salvadori           | Ferrari       | 0      |

| Pos. | Fahrer                        | Konstrukteur            | Punkte |
| ---- | ----------------------------- | ----------------------- | ------ |
| 29   | Prinz Bira                    | Simca-Gordini / Gordini | 0      |
| 30   | Ken Downing                   | Connaught               | 0      |
| 31   | Lance Macklin                 | H.W.M.                  | 0      |
| 32   | Yves Giraud-Cabantous         | H.W.M.                  | 0      |
| 33   | Peter Whitehead               | Alta / Ferrari          | 0      |
| 34   | Gianfranco Comotti            | Ferrari                 | 0      |
| 35   | Roger Laurent                 | H.W.M.                  | 0      |
| 36   | Graham Whitehead              | Alta                    | 0      |
| 37   | Kenneth McAlpine              | Connaught               | 0      |
| 38   | Arthur Legat                  | Veritas                 | 0      |
| 39   | Robert O’Brien                | Simca-Gordini           | 0      |
| 40   | Tony Gaze                     | H.W.M.                  | 0      |
| 41   | Harry Schell                  | Maserati                | 0      |
| 42   | Gino Bianco                   | Maserati                | 0      |
| 43   | Anthony Crook                 | Frazer Nash             | 0      |
| –    | André Simon                   | Ferrari                 | 0      |
| –    | Stirling Moss                 | ERA / H.W.M.            | 0      |
| –    | George Abecassis              | H.W.M.                  | 0      |
| –    | Hans Stuck                    | A.F.M.                  | 0      |
| –    | Toni Ulmen                    | Veritas                 | 0      |
| –    | Louis Rosier                  | Ferrari                 | 0      |
| –    | Max de Terra                  | Simca-Gordini           | 0      |
| –    | Robin Montgomerie-Charrington | Aston                   | 0      |
| –    | Piero Carini                  | Ferrari                 | 0      |
| –    | Duncan Hamilton               | H.W.M.                  | 0      |
| –    | David Murray                  | Cooper                  | 0      |
| –    | Eitel Cantoni                 | Maserati                | 0      |